# L'Abeille canadienne (1833-1834)
Ne doit pas être confondu avec L'Abeille canadienne (1818-1819).
Pour les articles homonymes, voir L'Abeille.
L'Abeille canadienne est un journal fondé en 1833 par François-Xavier Garneau, avec un idéal éclectique, d'où le nom qui évoque l'insecte butineur. 
C'est un hebdomadaire dont le premier numéro paraît le samedi 7 décembre 1833. Il traite de sciences naturelles, d'histoire et de géographie et publie des poésies et des biographies. Comptant à peine 300 abonnés, la publication ne fera pas ses frais et fermera après dix numéros, en février 1834. « Vendue trop cher pour le public modeste auquel on la destine et diffusée essentiellement à Québec, elle a peu pour plaire. Elle ne contient ni illustrations, ni sujets locaux, ni surtout d'écrits religieux. Or, une publication boudée par le curé n'ira pas loin dans sa paroisse. » 
Garneau ne revendique pas de filiation avec le journal du même nom paru à Montréal en 1818-1819, mais ses ambitions sont similaires. 
À noter qu'à l'époque, le mot « canadien » fait spécifiquement référence à la nation canadienne française.